# Stair Park
Le Stair Park est un stade de football construit en 1907 et situé à Stranraer.
D'une capacité de 6 250 places dont 1 830 assises, il accueille les matches à domicile du Stranraer FC, club écossais, membre de la Scottish Professional Football League.

## Histoire
Le Stair Park a été construit en 1907 et est depuis lors le stade de l'équipe de Stranraer FC. Il est en fait situé dans un parc éponyme comprenant en plus du stade d'autres terrains de football et de netball, un skatepark, des courts de tennis et un kiosque à musique.
Le parc est nommé d'après le Earl of Stair (en) qui a légué le terrain aux autorités locales.
Une première tribune est construite en 1932. Quand le Stranraer FC a intégré la Scottish Football League en 1955, une terrasse couverte, appelée The Shed a été inaugurée. En 1981, l'éclairage nocturne a été installé, ce qui fait du Stair Park le dernier stade d'une équipe de league de toute la Grande-Bretagne à l'avoir fait.
Dans les années 1990, 300 places supplémentaires ont été ajoutées au Shed et une nouvelle tribune principale de 1 524 places assises a été érigée à la place de l'ancienne, pour un coût de 520 000£, pris en charge à hauteur de 120 000£ par le club, le reste étant financé par le Football Trust (en) et la région.

## Affluences
Le record d'affluence date de 1948, à l'occasion d'un match entre Stranraer FC et les Rangers, avec 6 500 spectateurs.
Les moyennes de spectateurs des dernières saisons sont :
- 2014-2015 : 541 (League One)
- 2013-2014 : 802 (League One)
- 2012-2013 : 426 (Division Two)

## Transports
La gare la plus proche est celle de gare de Stranraer (en). Le stade est rapidement joignable depuis l'A75 (en) ou l'A77 (en).